# Félelmek (Született feleségek)
A Félelmek (Now I Know, Don't Be Scared) a Született feleségek (Desperate Housewives) című amerikai filmsorozat hetvenötödik epizódja. Az Amerikai Egyesült Államokban először az ABC (American Broadcasting Company) adó sugározta 2007. november 4-én.

## Mellékszereplők
- Nathan Fillion - Adam Mayfair
- Kathryn Joosten - Mrs. Karen McCluskey
- Tuc Watkins - Bob Hunter
- Kevin Rahm - Lee McDermott
- George Wyner - Dr. Rushton
- Mike Farrell - Milton Lang
- Robert Forster - Nick Delfino
- Polly Bergen - Stella Wingfield
- John Slattery - Victor Lang
- Gary Grossman - IRS ügynök
- Norma Maldonado - Michelle
- Kyle McCaffrey - 8 éves kisfiú
- Kara Stribling - 8 éves Edie Britt

## Mary Alice epizódzáró monológja
- A narrátor, Mary Alice monológja az epizód végén így hangzik (a magyar változat alapján):

"Sok minden van ezen a világon, amitől félni kell. De a félelmeinknek semmi köze iszonytató maszkokhoz, műanyag pókokhoz vagy rémületes szörnyekhez. Nem, a fejünkben kavargó gondolatok rémítenek a legjobban.

>>Mi van, ha megbánja a döntését?<<

>>Mi van, ha tényleg boldogtalan?<<

>>Mi van, ha a szerelem esélye örökre elúszott?<<

Hogyan legyünk úrrá ezeken a gondolatainkon? Először is emlékeztessük magunkat: ami nem öl meg, attól csak erősebbek leszünk."

## Érdekesség
- Habár az epizód nem évadzáró rész (a 4. évad 6. epizódja), a TV2 Magyarországon ezzel zárta a 2007-2008-as évadot, és a sorozat vetítését 2008. szeptember 3-án folytatták a negyedik évad hetedik, Ne ítélj külsőre! című epizódjával.

## Epizódcímek szerte a világban
- Angol: Now I Know, Don't Be Scared (Most már tudom, ne félj!)
- Német: Angst (Félelem)
- Olasz: Ora lo so, non aver paura (Most már tudom, ne félj!)
- Lengyel: Teraz już wiem, nie obawiaj się (Most már tudom, ne félj!)